# Ellington Showcase
Ellington Showcase is een album van de Amerikaanse pianist, componist en bandleider Duke Ellington. De plaat werd tijdens verschillende sessies in de periode 1953-1955 opgenomen voor het label Capitol. De plaat kwam uit in 1955 (Capitol T 679). Het album is niet uitgekomen op CD, maar de tracks zijn wel verschenen op The Complete Capitol Recordings of Duke Ellington van Mosaic Records (1995). Het is tevens verkrijgbaar in mp3-formaat.
In 1956 verscheen een e.p. met drie nummers van het album: 'Clarinet Melodrama', 'Falling Like a Raindrop' en 'La Virgen De La Macarena'.

## Ontvangst
Allmusic gaf de plaat drie (van vijf mogelijke) sterren.

## Tracks
:Alle composities door Duke Ellington, tenzij anders aangegeven
1. "Blossom" (Ellington, Billy Strayhorn) - 2:29
2. "Big Drag" - 2:51
3. "Don't Ever Say Goodbye" - 3:01
4. "Falling Like a Raindrop" - 3:02
5. "Gonna Tan Your Hide" (Ellington, Strayhorn) - 6:13
6. "Harlem Air Shaft" - 3:54
7. "La Virgen De La Macarena" (Bernardo Bautista Monterde) - 4:02
8. "Clarinet Melodrama" (Jimmy Hamilton) - 5:42
9. "Theme For Trambean" (Hamilton) - 3:26
10. "Serious Serenade" - 2:50

- Opgenomen in de Capitol Studios in Los Angeles, op 9 april 1953 (track 1), in Universal Studios in Chicago op 1 juli 1953 (track 2), 29 december 1953 (track 3), 17 januari 1954 (track 4), 17 mei 1955 (tracks 6 en 7) en 18 mei 1955 (tracks 8-10), en in Capitol Studios in New York op 17 juni 1954 (track 5).

## Bezetting
- Duke Ellington – piano, elektrische piano (tracks 1, 2 & 5-10)
- Billy Strayhorn - piano (tracks 3 & 4)
- Cat Anderson, Willie Cook, Ray Nance, Clark Terry - trompet
- Quentin Jackson, George Jean (tracks 2 & 4), Juan Tizol (track 1 & 2), Britt Woodman - trombone
- John Sanders - ventieltrombone (tracks 5-10)
- Russell Procope - altsaxofoon, klarinet
- Rick Henderson - altsaxofoon
- Paul Gonsalves - tenorsaxofoon
- Jimmy Hamilton - klarinet, tenorsaxofoon
- Harry Carney - baritonsaxofoon, basklarinet
- Wendell Marshall (tracks 1-5), Jimmy Woode (tracks 6-10) - contrabas
- Butch Ballard (tracks 1 & 2) Dave Black (tracks 3-10) - drums